# Башкирские авиалинии

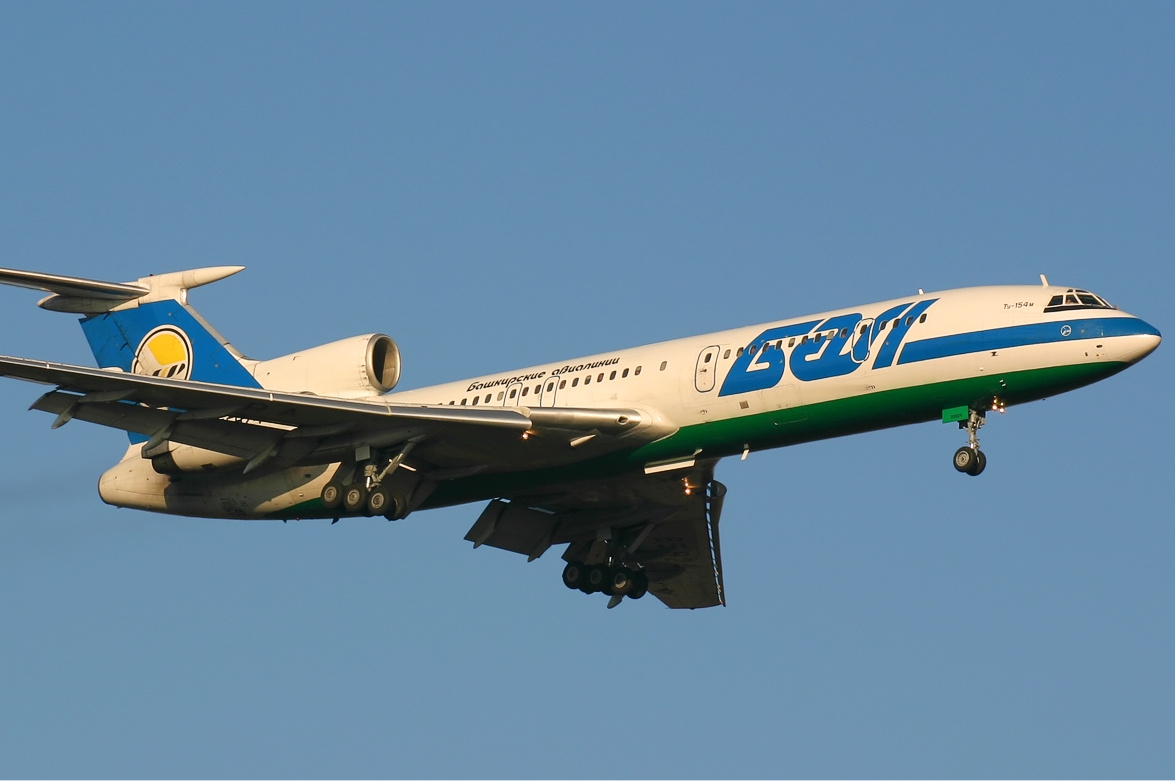
Ту-154М авиакомпании Башкирские авиалинии, Москва, 2005 год

ФГУП Авиакомпания Башкирские авиалинии (Авиакомпания «БАЛ») — ликвидированная российская авиакомпания со штаб-квартирой в аэропорту города Уфы. Работала на региональных и магистральных маршрутах из Уфы и выполняла чартерные рейсы в Европу, Азию и Северную Африку. Компания была основана в 1991 году и ликвидирована в 2007 году.

## История
Предприятие организовано в 1991 году на базе Уфимского объединенного авиаотряда, выделившегося из состава Приволжского управления гражданской авиации.
В 2000 году из состава авиапредприятия был выделен аэропорт и с этого момента авиакомпания «Башкирские авиалинии» и международный аэропорт «Уфа» стали функционировать самостоятельно.

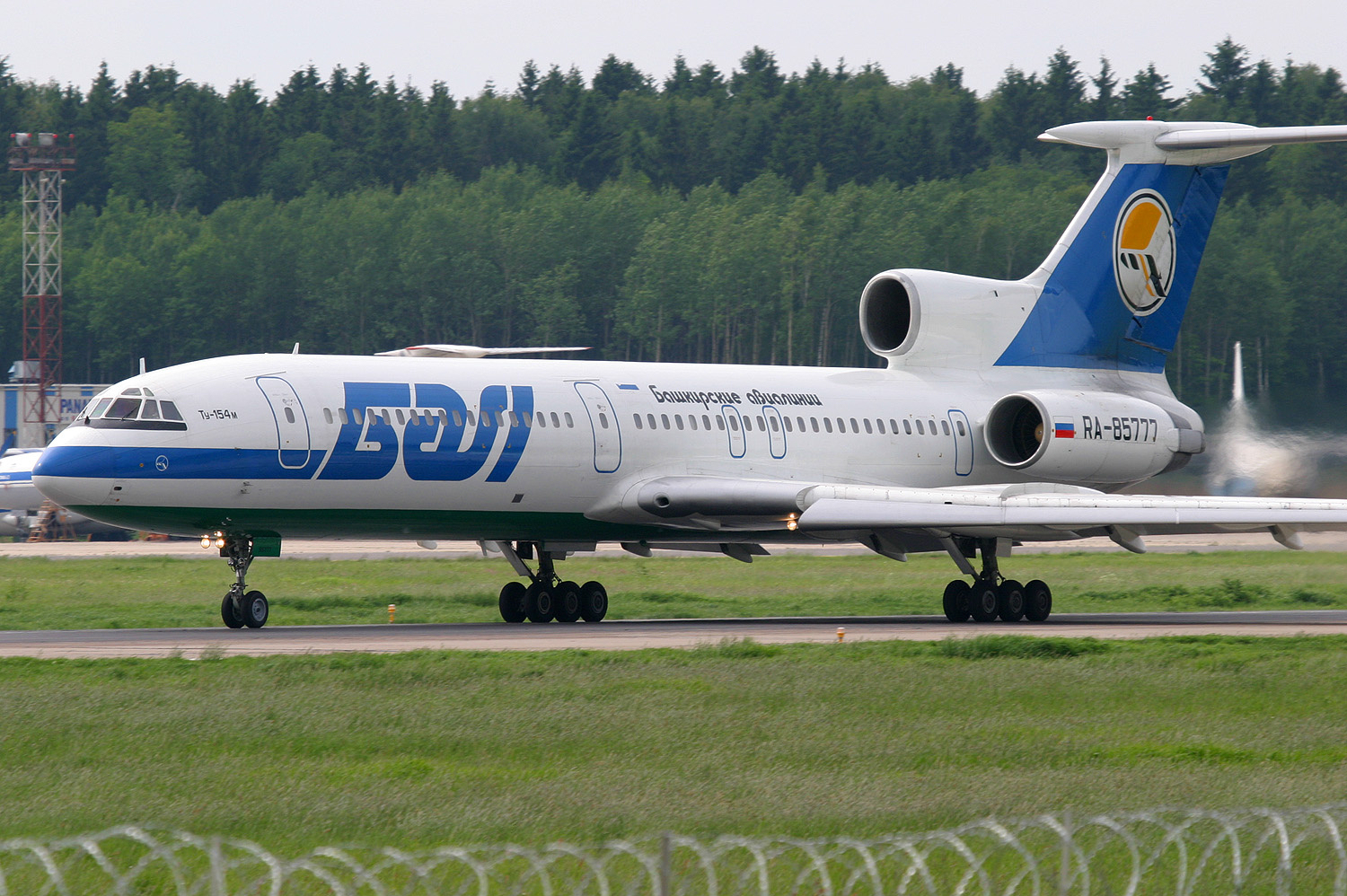
Ту-154

## Направления
Авиакомпания выполняла регулярные и чартерные рейсы из Уфы в Москву, Санкт-Петербург, Ереван, Сочи, Анапу, Симферополь, Краснодар, Ростов, Надым, Новый Уренгой, Нижневартовск, Сургут, Стамбул, Шарджу, Шарм-эш-Шейх, Хургаду.
| Страна      | Город           | Аэропорт                              | Примечания           |
| ----------- | --------------- | ------------------------------------- | -------------------- |
| Армения     | Ереван          | Международный аэропорт Звартноц       | Чартерный рейс       |
| Азербайджан | Баку            | Международный аэропорт Гейдар Алиев   |                      |
| Египет      | Каир            | Международный аэропорт Каир           | Чартерный рейс       |
| Египет      | Хургада         | Международный аэропорт Хургада        | Чартерный рейс       |
| Египет      | Шарм-эль-Эшейх  | Международный аэропорт Шарм-эль-Шейх  | Чартерный рейс       |
| Франция     | Париж           | Международный аэропорт Шарль-де-Голль | Чартерный рейс       |
| Нидерланды  | Амстердам       | Международный аэропорт Схипхол        | Чартерный рейс       |
| ОАЭ         | Шарджа          | Международный аэропорт Шарджа         |                      |
| Россия      | Москва          | Международный аэропорт Домодедово     |                      |
| Россия      | Санкт-Петербург | Международный аэропорт Пулково        |                      |
| Россия      | Нижневартовск   | Аэропорт Нижневартовск                |                      |
| Россия      | Новый Уренгой   | Аэропорт Новый Уренгой                |                      |
| Россия      | Сочи            | Международный аэропорт Адлер          |                      |
| Россия      | Самара          | Международный аэропорт Курумоч        |                      |
| Россия      | Сургут          | Международный аэропорт Сургут         |                      |
| Россия      | Уфа             | Международный аэропорт Уфа            | Аэропорт базирования |
| Россия      | Надым           | Аэропорт Надым                        |                      |
| Россия      | Анапа           | Международный аэропорт Анапа          |                      |
| Россия      | Симферополь     | Международный аэропорт Сомферополь    |                      |
| Россия      | Краснодар       | Международный аэропорт Краснодар      |                      |
| Россия      | Ростов-на-Дону  | Международный аэропорт Ростов-на-Дону |                      |
| Испания     | Барселона       | Международный аэропорт Эль-Прат       |                      |
| Таджикистан | Душанбе         | Международный аэропорт Душанбе        |                      |
| Тунис       | Тунис           | Международный аэропорт Тунис-Карфаген | Чартерный рейс       |
| Турция      | Стамбул         | Международный аэропорт Ататюрк        |                      |

## Флот

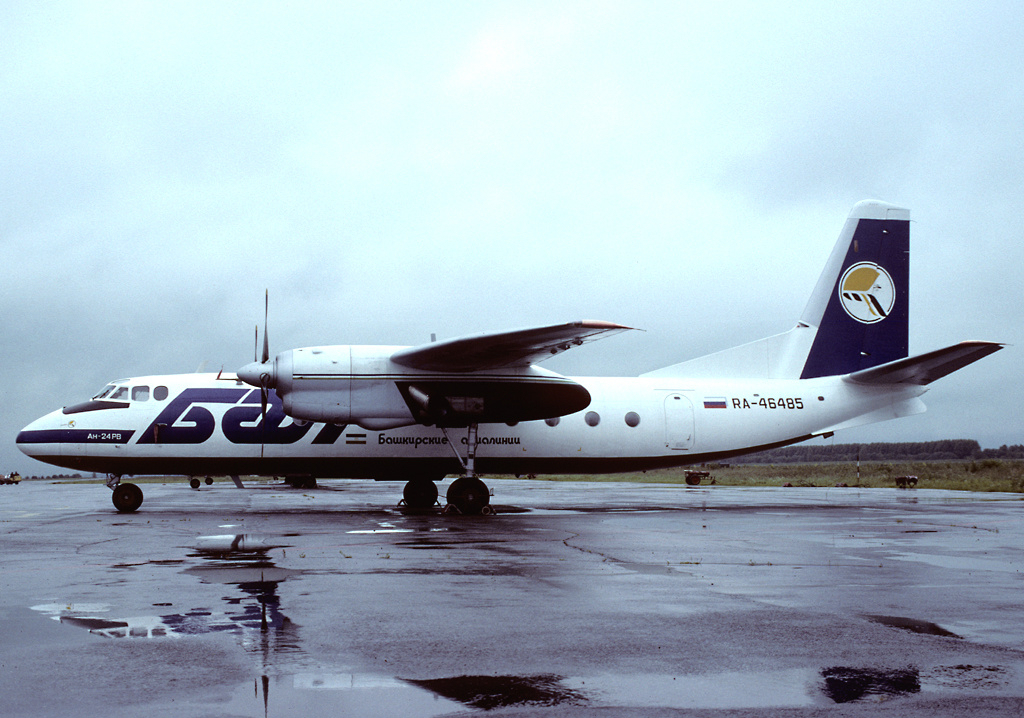

Авиакомпания эксплуатировала следующие типы авиационной техники: 
| Самолеты | Вертолеты |
| -------- | --------- |
| Ан-2     | Ми-8      |
| Ан-24    | Ка-26     |
| Ан-74    |           |
| Ту-134   |           |
| Ту-154   |           |

## Трагедия над Боденским озером
В ночь с 1 на 2 июля 2002 года пассажирский самолёт Ту-154М, выполнявший рейс BTC2937 Башкирских авиалиний, столкнулся в воздухе с грузовым Boeing 757 авиакомпании DHL (рейс DHX611) из-за ошибки диспетчера управления воздушным движением швейцарской компании Skyguide. Столкновение произошло недалеко от города Юберлинген, около Боденского озера (Германия). В катастрофе погибли все находившиеся на борту обоих самолётов (71 человек, в том числе 52 ребёнка).